# Santi Giovanni e Paolo
Santi Giovanni e Paolo är en kyrkobyggnad och mindre basilika i Rom, helgad åt de heliga Johannes och Paulus, vilka led martyrdöden under kejsar Julianus Apostata (361–363). Kyrkan är belägen vid Piazza dei Santi Giovanni e Paolo i Rione Celio och tillhör församlingen Santa Maria in Domnica alla Navicella.

## Kyrkans historia
Den ursprungliga kyrkan uppfördes i slutet av 300-talet på det som antas vara martyrerna Johannes och Paulus bostad. Den antika basilikan skadades vid ett flertal tillfällen: vid Alariks plundring av Rom år 410, vid en jordbävning år 442 samt vid Robert Guiscards skövling av Rom år 1084. Kyrkans portik och kampanil härstammar från 1100-talet.
År 1773 överlät påve Clemens XIV kyrkan åt Passionistorden, vilken hade grundats av Paulus av Korset år 1720. Ordensgrundarens reliker vördas i ett sidokapell i anslutning till höger sidoskepp. Absidfresken framställer Den heliga Treenighetens förhärligande, ett verk av Pomarancio. I höger sidoskepp finns ett altare invigt åt den helige Gabriel av den smärtorika Modern (1838–1862) och i vänster sidoskepp ett altare invigt åt den heliga Gemma Galgani (1878–1903).
Under basilikan finns lämningar efter romerska byggnader från 100- till 300-talet; dessa har grävts ut i flera omgångar under 1800- och 1900-talet.

## Titelkyrka
Santi Giovanni e Paolo stiftades som titelkyrka i slutet av 400-talet.
Kardinalpräster under 1900- och 2000-talet
- Giuseppe Francica-Nava de Bontifè (1899–1928)
- Eugenio Pacelli (1929–1939), sedermera påve Pius XII
- Francis Spellman (1946–1967)
- Terence James Cooke (1969–1983)
- John Joseph O'Connor (1985–2000)
- Edward Michael Egan (2001–2015)
- Jozef De Kesel (2016–)